# Campeonato dos Quatro Continentes de Patinação Artística no Gelo de 2007
O Campeonato dos Quatro Continentes de Patinação Artística no Gelo de 2007 foi a nona edição do Campeonato dos Quatro Continentes de Patinação Artística no Gelo, um evento anual de patinação artística no gelo organizado pela União Internacional de Patinação (em inglês:  International Skating Union) onde os patinadores artísticos competem pelo título de campeão dos quatro continentes. A competição foi disputada entre os dias 7 de fevereiro e 10 de fevereiro, na cidade de Colorado Springs, Colorado, Estados Unidos.

## Eventos
- Individual masculino
- Individual feminino
- Duplas
- Dança no gelo

## Medalhistas
| Evento                        | Ouro                                            | Prata                                            | Bronze                                     |
| Individual masculino detalhes | Evan Lysacek · Estados Unidos                   | Jeffrey Buttle · Canadá                          | Jeremy Abbott · Estados Unidos             |
| Individual feminino detalhes  | Kimmie Meissner · Estados Unidos                | Emily Hughes · Estados Unidos                    | Joannie Rochette · Canadá                  |
| Duplas detalhes               | Shen Xue · Zhao Hongbo · China                  | Pang Qing · Tong Jian · China                    | Rena Inoue · John Baldwin · Estados Unidos |
| Dança no gelo detalhes        | Marie-France Dubreuil · Patrice Lauzon · Canadá | Tanith Belbin · Benjamin Agosto · Estados Unidos | Tessa Virtue · Scott Moir · Canadá         |

## Resultados

### Individual masculino
| Pos.              | Nome               | Nacionalidade  | Pontos | PC         | PL          |
| ----------------- | ------------------ | -------------- | ------ | ---------- | ----------- |
| Medalha de ouro   | Evan Lysacek       | Estados Unidos | 226.27 | 67.04 (4)  | 159.23 (1)  |
| Medalha de prata  | Jeffrey Buttle     | Canadá         | 223.96 | 77.72 (1)  | 146.24 (2)  |
| Medalha de bronze | Jeremy Abbott      | Estados Unidos | 203.22 | 74.34 (2)  | 128.88 (4)  |
| 4                 | Ryan Bradley       | Estados Unidos | 196.29 | 68.83 (3)  | 127.46 (5)  |
| 5                 | Christopher Mabee  | Canadá         | 188.41 | 58.58 (8)  | 129.83 (3)  |
| 6                 | Wu Jialiang        | China          | 184.69 | 63.52 (6)  | 121.17 (7)  |
| 7                 | Noriyuki Kanzaki   | Japão          | 181.58 | 62.34 (7)  | 112.71 (8)  |
| 8                 | Kensuke Nakaniwa   | Japão          | 177.03 | 55.34 (9)  | 121.69 (6)  |
| 9                 | Emanuel Sandhu     | Canadá         | 173.67 | 64.98 (5)  | 119.24 (8)  |
| 10                | Xu Ming            | China          | 167.71 | 55.00 (10) | 108.69 (9)  |
| 11                | Yang Zhixue        | China          | 154.57 | 52.98 (12) | 101.59 (11) |
| 12                | Yasuharu Nanri     | Japão          | 153.11 | 54.16 (11) | 98.95 (12)  |
| 13                | Sean Carlow        | Austrália      | 127.08 | 42.69 (13) | 84.39 (13)  |
| 14                | Joel Watson        | Nova Zelândia  | 112.04 | 40.56 (14) | 71.48 (14)  |
| 15                | Tristan Thode      | Nova Zelândia  | 106.61 | 39.10 (15) | 67.51 (15)  |
| 16                | Nicholas Fernandez | Austrália      | 103.43 | 39.07 (16) | 64.36 (18)  |
| 17                | Luis Hernández     | México         | 101.35 | 34.76 (19) | 66.59 (16)  |
| 18                | Mathieu Wilson     | Nova Zelândia  | 94.59  | 28.44 (21) | 66.15 (17)  |
| 19                | Justin Pietersen   | África do Sul  | 94.12  | 34.89 (18) | 59.23 (20)  |
| 20                | Dean Timmins       | Austrália      | 93.74  | 31.56 (20) | 62.18 (19)  |
| 21                | Adrian Alvarado    | México         | 91.26  | 35.44 (17) | 55.82 (21)  |

### Individual feminino
| Pos.                                                  | Nome                    | Nacionalidade  | Pontos | PC         | PL         |
| ----------------------------------------------------- | ----------------------- | -------------- | ------ | ---------- | ---------- |
| Medalha de ouro                                       | Kimmie Meissner         | Estados Unidos | 172.75 | 52.49 (6)  | 120.26 (1) |
| Medalha de prata                                      | Emily Hughes            | Estados Unidos | 166.60 | 55.34 (2)  | 111.26 (2) |
| Medalha de bronze                                     | Joannie Rochette        | Canadá         | 165.90 | 56.60 (1)  | 109.30 (3) |
| 4                                                     | Aki Sawada              | Japão          | 156.88 | 55.13 (3)  | 101.75 (5) |
| 5                                                     | Alissa Czisny           | Estados Unidos | 154.03 | 54.64 (4)  | 99.39 (6)  |
| 6                                                     | Yoshie Onda             | Japão          | 152.61 | 49.38 (7)  | 103.23 (4) |
| 7                                                     | Lesley Hawker           | Canadá         | 138.23 | 41.06 (16) | 97.17 (7)  |
| 8                                                     | Xu Binshu               | China          | 133.09 | 46.82 (10) | 86.27 (8)  |
| 9                                                     | Liu Yan                 | China          | 126.69 | 53.34 (5)  | 73.35 (15) |
| 10                                                    | Fang Dan                | China          | 125.20 | 48.56 (8)  | 76.64 (13) |
| 11                                                    | Shin Yea-Ji             | Coreia do Sul  | 123.44 | 42.21 (14) | 81.23 (9)  |
| 12                                                    | Anastasia Gimazetdinova | Uzbequistão    | 123.39 | 46.15 (11) | 77.24 (12) |
| 13                                                    | Kim Na-Young            | Coreia do Sul  | 122.28 | 43.28 (13) | 79.00 (10) |
| 14                                                    | Kim Chae-Hwa            | Coreia do Sul  | 121.11 | 46.96 (9)  | 74.15 (14) |
| 15                                                    | Cynthia Phaneuf         | Canadá         | 120.01 | 42.14 (15) | 77.87 (11) |
| 16                                                    | Joanne Carter           | Austrália      | 108.40 | 38.35 (18) | 70.05 (16) |
| 17                                                    | Ana Cecilia Cantu       | México         | 100.64 | 39.19 (17) | 61.45 (20) |
| 18                                                    | Emily Naphtal           | México         | 96.26  | 31.66 (21) | 64.60 (17) |
| 19                                                    | Jocelyn Ho              | Taipé Chinesa  | 95.56  | 33.11 (20) | 62.45 (19) |
| 20                                                    | Ami Parekh              | Índia          | 94.56  | 30.40 (22) | 64.16 (18) |
| 21                                                    | Phoebe Di Tommaso       | Austrália      | 92.92  | 34.05 (19) | 58.87 (22) |
| 22                                                    | Michelle Cantu          | México         | 90.63  | 29.66 (23) | 60.97 (21) |
| 23                                                    | Abigail Pietersen       | África do Sul  | 74.30  | 25.21 (24) | 49.09 (23) |
| 24                                                    | Fumie Suguri            | Japão          | 46.09  | 46.09 (12) | — (WD)     |
| Não avançaram para a patinação livre / programa longo |                         |                |        |            |            |
| 25                                                    | Kristine Y. Lee         | Hong Kong      | —      | 23.06 (25) |            |
| 26                                                    | Stephanie Gardner       | Brasil         | —      | 18.69 (26) |            |

### Duplas
Durante a patinação livre de duplas, a lâmina do patins do canadense Bryce Davison}} cortou violentamente o rosto de sua parceira Jessica Dubé}}. Como resultado Dubé teve 80 pontos no rosto.
| Pos.              | Nome                                    | Nacionalidade  | Pontos | PC        | PL         |
| ----------------- | --------------------------------------- | -------------- | ------ | --------- | ---------- |
| Medalha de ouro   | Shen Xue / Zhao Hongbo                  | China          | 203.05 | 69.29 (1) | 133.76 (1) |
| Medalha de prata  | Pang Qing / Tong Jian                   | China          | 185.33 | 65.80 (2) | 119.53 (2) |
| Medalha de bronze | Rena Inoue / John Baldwin               | Estados Unidos | 175.48 | 61.73 (3) | 113.75 (3) |
| 4                 | Valérie Marcoux / Craig Buntin          | Canadá         | 162.79 | 60.43 (4) | 102.36 (5) |
| 5                 | Brooke Castile / Benjamin Okolski       | Estados Unidos | 160.04 | 55.12 (7) | 104.92 (4) |
| 6                 | Naomi Nari Nam / Themistocles Leftheris | Estados Unidos | 153.39 | 56.08 (6) | 97.31 (6)  |
| 7                 | Anabelle Langlois / Cody Hay            | Canadá         | 152.26 | 56.15 (5) | 96.11 (7)  |
| 8                 | Marina Aganina / Artem Knyazev          | Uzbequistão    | 101.41 | 36.08 (9) | 65.33 (8)  |
| 9                 | Jessica Dubé / Bryce Davison            | Canadá         | —      | 53.39 (8) | — (WD)     |

### Dança no gelo
| Pos.              | Nome                                   | Nacionalidade  | Pontos | DC         | DO         | DL         |
| ----------------- | -------------------------------------- | -------------- | ------ | ---------- | ---------- | ---------- |
| Medalha de ouro   | Marie-France Dubreuil / Patrice Lauzon | Canadá         | 198.59 | 38.54 (1)  | 59.32 (2)  | 100.73 (1) |
| Medalha de prata  | Tanith Belbin / Ben Agosto             | Estados Unidos | 196.98 | 37.72 (2)  | 60.45 (1)  | 98.81 (2)  |
| Medalha de bronze | Tessa Virtue / Scott Moir              | Canadá         | 184.89 | 33.41 (4)  | 57.49 (3)  | 93.99 (3)  |
| 4                 | Meryl Davis / Charlie White            | Estados Unidos | 179.69 | 33.68 (3)  | 54.66 (4)  | 91.35 (4)  |
| 5                 | Kim Navarro / Brent Bommentre          | Estados Unidos | 157.82 | 29.37 (6)  | 48.44 (5)  | 80.01 (5)  |
| 6                 | Lauren Senft / Leif Gislason           | Canadá         | 149.39 | 29.70 (5)  | 46.34 (6)  | 73.35 (7)  |
| 7                 | Cathy Reed / Chris Reed                | Japão          | 144.17 | 27.42 (7)  | 40.88 (9)  | 75.87 (6)  |
| 8                 | Huang Xintong / Zheng Xun              | China          | 137.07 | 24.61 (8)  | 41.71 (7)  | 70.75 (8)  |
| 9                 | Yu Xiaoyang / Wang Chen                | China          | 131.28 | 22.47 (10) | 41.56 (8)  | 67.25 (9)  |
| 10                | Olga Akimova / Alexander Shakalov      | Uzbequistão    | 126.71 | 22.91 (9)  | 37.44 (10) | 66.36 (10) |
| 11                | Laura Munana / Luke Munana             | México         | 115.46 | 21.07 (11) | 36.35 (11) | 58.04 (11) |
| 12                | Maria Borounov / Evgeni Borounov       | Austrália      | 83.52  | 12.95 (12) | 24.15 (12) | 46.42 (12) |

## Quadro de medalhas
| Ordem | País           | Medalha de ouro | Medalha de prata | Medalha de bronze |    | Ordem por total |
| ----- | -------------- | --------------- | ---------------- | ----------------- | -- | --------------- |
| 1     | Estados Unidos | 2               | 2                | 2                 | 6  | 1               |
| 2     | Canadá         | 1               | 1                | 2                 | 4  | 2               |
| 3     | China          | 1               | 1                |                   | 2  | 3               |
| TOTAL | TOTAL          | 4               | 4                | 4                 | 12 | —               |